# Чакир воєвода
Чаки́р воєво́да (болг. Чакър войвода, справжнє ім'я — Христо Проданов) — легендарний болгарський гайдук, воєвода, якій вів боротьбу у XIX столітті в горах Рила за звільнення Болгарії від османського іга.

## Життєпис

### Ранні роки
Про Чакира відомо, що він народився на початку XIX століття (можливо у 1815 році) у селі Продановці. При народженні був названий Христо Проданов. Назва села та більшість його жителів походили від легендарного боярина Продана воєводи, який оселився в цьому місці й заснував село. Батько Чакира Продан був незалежною від османів людиною, через що був ними вбитий тоді, коли Чакир був ще маленьким. Один з друзів батька показово помстився за Продана, що на все життя відклалось у маленького Чакира, який у подальшому нікому не спускав і давав адекватну відповідь османським нападам. Був відправлений в Самоков до свого дядька, попа Никола, у якого певний час навчався, а потім був відправлений учнем до коваля при Рильському монастирі. Через погане ставлення до нього коваля Чакир був змушений повернутися до Самокова, де став помічником майстра-зброяра, ставши вправним не тільки в ремонті зброї, а й в поводженні з нею. Біля зброярні знаходилось стрільбище, де Чакир навчився добре стріляти. Тоді ж, тому що у нього були великі сірі очі і особливий «сталевий» погляд, його й назвали болг. Чакър — «сталевоокий». З дитинства Чакир мав величезну фізичну силу. І турки, і болгари були вражені, коли Чакир спас свого сусіда Богдана від великого кровожерливого ведмедя. Коли його спитали, чи не було йому страшно, він з усмішкою відповів: «Насамперед потрібно було встигнути натягнути дві пари штанів». За легендою Чакир надалі переміг декількох турків у традиційній грі в камінці, через що вони захотіли його вбити, але він встиг втекти.

### Гайдуцька діяльність
Гайдуцтво Чакира розпочалося 1848 року. До того він дав прочухана туркам, які спробували викрасти одну болгарку. Декілька османів були при цьому травмовані. Це й змусило Чакира покинути місто і піти в гори з гайдуцьким загоном (четою). Надалі, його дуже швидко обрали воєводою. Протягом свого гайдуцтва він одержав багато перемог над османами. У 1849 році він переміг відомого османа Хаджи Дамба, якого Чакир пощадив, хоча у Хаджи на чалмі був напис «Або голова Чакира — або смерть». Найвизначнішою перемогою Чакира було повне знищення цілого табору османів чисельністю близько 1 000 вояків. Через це його османи назвали «Самоківський барон», адже він після цього повністю контролював округу біля Самокова.
Гайдуцька чета Чакира добровольно охороняла Рильський монастир, влітку 1854 року воєвода розбив зграю албанського розбійника Ібряма Лека, яка напала на монастир. На Трійцю 1854 року Чакир організував біля Самокова урочисті збори, де співала його жінка, де всі люди з міста веселилися, а наприкінці свята Чакир виголосив перед своєю четою і містянами революційну патріотичну промову. Воєвода боровся за високу моральність своїх співгромадян, він суворо карав картярів, блудниць, п'яниць і скандалістів, як серед турків, так і болгар. Він був суворий до ґвалтівників — схопивши 3 османів, які хотіли зґвалтувати селянку, воєвода сам їх оскопив ятаганом.

### Загибель воєводи
Османська влада була занепокоєна діями Чакира. Чиновники спробували підкупити воєводу тим, що запропонували йому розпустити чету, а самому безтурботно жити в Самокові. Але Чакир відмовився. Тоді османи вирішили підкупити когось з оточення Чакира. Воєвода був по-зрадницьки застрелений 11 червня 1855 року своїм четником Іваном, жінка якого взяла від османів 500 грошів і спонукала свого чоловіка вбити воєводу. Вбивця, який почув невдоволення четників, що взнали про смерть Чакира, вбив свою жінку і сам застрелився. Згідно легенди, Хаджи Демба, коли прознав про загибель Чакира, розламав на дві половини свого ятагана і відправив уламки, щоб їх поклали на домовину воєводи і виголосили поминальне слово від Дамби.

## Пам'ять про воєводу
Про подвиги Чакира воєводи написана видатна книга — Николай Хайтов. Чакър войвода. 1974. Изд. Наука и изкуство, София. 32 с. Названі його ім'ям клуб любителів історичної зброї, вулиця в Самокові, поставлена пам'ятна плита на скелі на Чакировій поляні біля сучасного Карагьолу. У Самокові проводяться традиційні Чакирові урочистості, запроваджені ним у 1854 році, є названий його ім'ям готель у горах Ріла, туристичний гірський маршрут, складені народом пісні, зокрема «Ой Чакъре, мили ми войводо». На жаль, після смерті у 1936 році Марії, дочки воєводи, наступного року у Самокові завалився будинок, в якому жив Чакир.